# The Ghost Patrol
The Ghost Patrol è un film muto del 1923 diretto da Nat Ross.

## Produzione
Il film fu prodotto dalla Universal Pictures.

## Distribuzione
Distribuito dalla Universal Pictures e presentato da Carl Laemmle, il film uscì nelle sale cinematografiche statunitensi il 21 gennaio 1923.